# تاريخ المؤسسات في بلاد ما بين النهرين

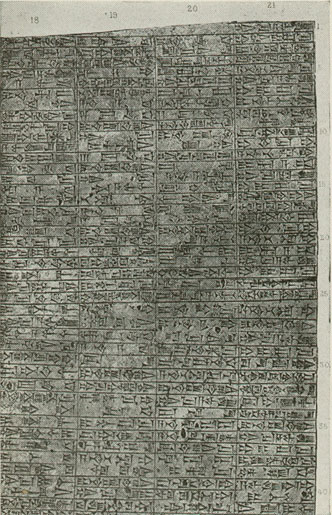
جزء من شريعة حمورابي. تُعدّ هذه الشريعة من أهمّ مؤسسات بلاد ما بين النهرين والعالم القديم. كانت مجموعةً من القوانين السابقة (شريعة أورنمّو، وشريعة إشنونا) التي صيغت وجُدّدت في عهد حمورابي، وصُمّمت لتُجسّد بالخط المسماري على المنحوتات والصخور في جميع الأماكن العامة في جميع أنحاء الدولة البابلية القديمة، وريثة الإمبراطورية الأكادية، التي مزجت التقاليد السومرية والأكادية ذات الأصول السامية.

يتناول تاريخ المؤسسات في بلاد ما بين النهرين نشأة المؤسسات (الاقتصادية والاجتماعية والسياسية) وتطورها في حضارة بلاد ما بين النهرين. ويمتد تاريخها من نشأة الحضارة ووجود السجلات المكتوبة التي تُمكّن من كتابة التاريخ حتى سقوط الإمبراطورية الكلدانية أو البابلية الحديثة، آخر إمبراطوريات بلاد ما بين النهرين.
إن أصل المؤسسات التي تنتمي إلى الحضارة - بشكل أساسي التمايز الاجتماعي المتأصل في تقسيم العمل وتنظيمه على نطاق حضري، وبناء السلطة في الدول البدائية وإنشاء الديانات المؤسسية مع المعابد ورجال الدين - حدث في بلاد ما بين النهرين ومصر منذ الألفية الرابعة قبل الميلاد فصاعدا.

## المؤسسات الأولى
إن أولى المؤسسات الرافدينية التي نشأت غير معروفة إلى حد كبير ومن المرجح أنها تسبق التاريخ المسجل. فمنذ الألفية الخامسة قبل الميلاد فصاعدًا، كشفت القرى في جنوب العراق الحالي عن احتلال تدريجي لوادي دجلة والفرات وتوطيد الزراعة والزراعة. كما ظهرت أولى التقنيات المعدنية، مثل النحاس (العصر النحاسي). وعادةً ما يُعتبر نموذج المدينة في هذه الفترة مقدمة للثورة الحضرية، حيث توجد أولى المؤسسات فيه. وحوالي عام 4500 قبل الميلاد، عُثر على مبنى بجدران سميكة أشار إلى تغيير في المجتمع. وربما كان هذا المبنى (المؤسسي) ملكًا للقرية بأكملها ولعب دورًا في مستوى التنظيم الجماعي لتسوية علاقات السكان. ويشير هذا المبنى إلى الانتقال من مجتمع إلى آخر يتطلب تنظيمًا أكبر. وقد تضاعفت هذه الظاهرة في جميع قرى الجنوب. يمكن اعتباره معبدًا ذا سلطة بيروقراطية كان ينظم المعاملات التجارية وكان يحتوي على غرف في داخله حيث عثر على أشياء نحاسية وبقايا حبوب وقطع صوف، وكان نشاطًا اقتصاديًا من أصل محلي، كما عثر على بقايا سيراميك ومواد قادمة من الخارج مثل الأحجار الكريمة.
من الناحية الاجتماعية، ظهرت في بداية الألفية الثالثة قبل الميلاد أولى الفوارق الاقتصادية الكبرى (حتى ذلك الحين، كانت هناك فروق قائمة على الجنس والعمر)، وما تلاها من صراعات داخلية. سيطرت بعض العائلات على المعبد، وحولت جزءًا من السكان إلى عبيد، واستولت على جزء من الإنتاج، الذي كان حتى ذلك الحين جماعيًا. أنشأت هذه الطبقة الأرستقراطية التي استقرت حول المعبد أولى المناصب الإدارية. كما نشأت أولى المؤسسات المحلية، مثل مجلس الشيوخ ذي الطابع القانوني، وجمعية رجال المدينة ذات الطابع الدفاعي. تولى الزعماء المحليون الأوائل وظائف مثل منصب القائد العسكري، الذي كان الوحيد القادر على ضمان الاستقلال السياسي والعسكري، نظرًا للتنافس المتزايد مع المدن المجاورة، واحتكروا السلطة المركزية. من الضروري التأكيد على السلطة الدينية التي اتحدت مع السلطة السياسية والقضائية والعسكرية، مع القانون العرفي. تطورت نحو مركزية تدريجية للسلطة.
انتقلت هذه المرحلة الأولى إلى مرحلة أخرى أكثر وضوحًا. أدت المعابد الأولى مهمة اقتصادية داخل هذه المجتمعات، إذ كانت مدنًا مستقلة اقتصاديًا ومكتفية ذاتيًا. وبالتوازي مع ظهور المعابد، بدأت النزاعات أيضًا بين العائلات الكبيرة، التي تنافست على القيادة المحلية. ويمكن إرجاع ذلك إلى حوالي 4000-3100 قبل الميلاد، وكان استجابةً لاحتياجات ذلك العصر.
كان هناك نموذجٌ ما قبل الدولة في كل قرية سبق ظهور المدن-الدول. وقد شهد هذا النموذج ازدهارًا خاصًا في جنوب بلاد ما بين النهرين، مع انتشار الزراعة المروية وتطور التكنولوجيا الزراعية، ومن هنا جاءت أولى شواهد الكتابة (الكتابات الاجتماعية والاقتصادية)، ثم ظهرت لاحقًا مرحلة السلالات الأولى.

### المؤسسات في العصر ما قبل الأسري

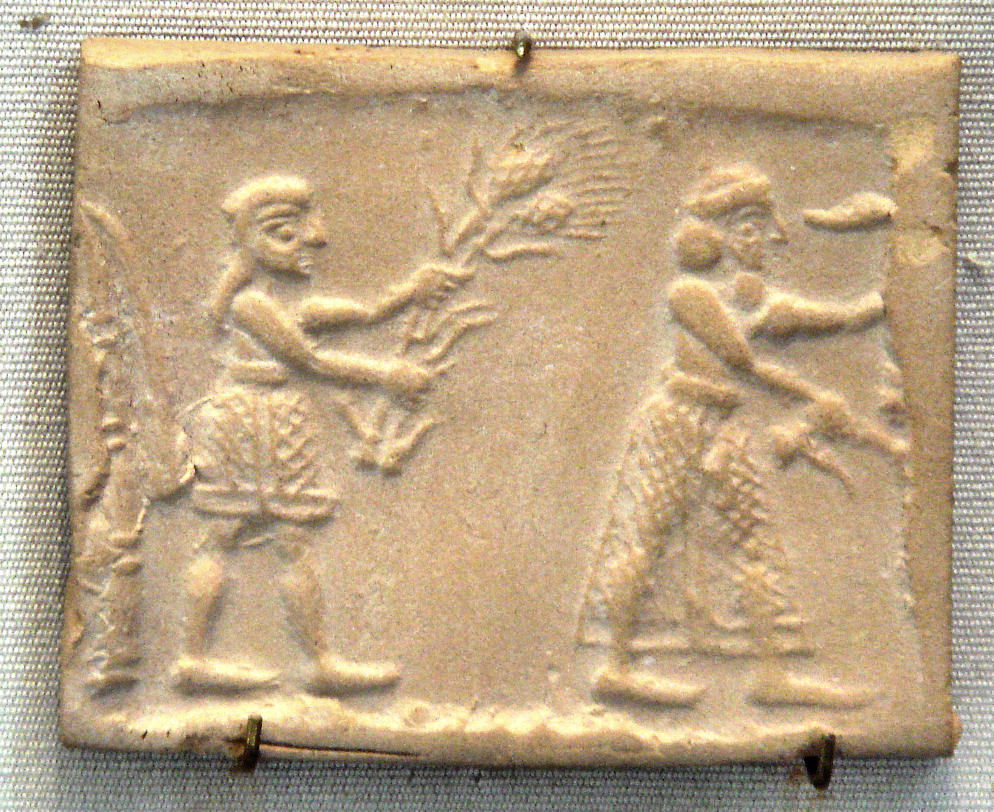
أيقونة من متحف اللوفر وجدت في أوروك، تصور المزارعين في عصر ازدهار أوروك.

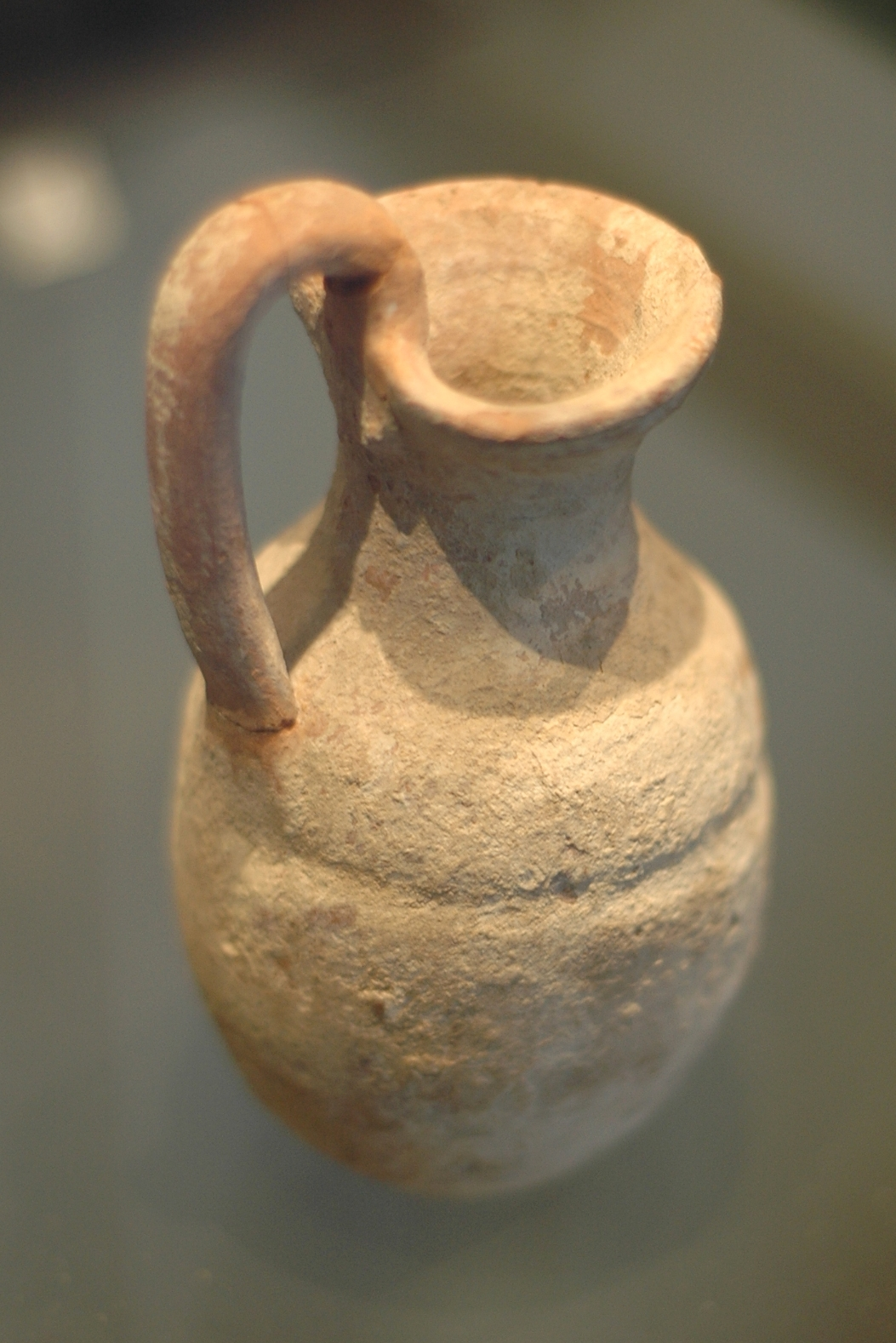
عثر على سفينة في كيش.

وفي العصر ما قبل الأسري كان هناك تطور مهم في التقنيات الزراعية التي شهدت تقدماً كبيراً، وكان هناك أيضاً تطور تكنولوجي، حيث استبدل النحاس بالبرونز، كما حققت صناعة السيراميك تقدماً هاماً.
لم تكن هناك وحدة عرقية، استنادًا إلى المصادر المكتوبة. تُشير نصوص الطبقة 4أ من أوروك وفي جمدة نصر إلى عنصر من السكان السومريين وآخر مجهول الأصل سكن المنطقة قبل السومريين، كما تُبرز عناصر لغوية غير سومرية. منذ النصف الثاني من الألفية الثالثة قبل الميلاد، سُميت هذه البلاد الواقعة على الخليج العربي بسومر. وإلى الشمال الغربي منها، ستظهر بلاد أكد.
كان العنصر السومري العنصر الأهم في التطور، وقد أدت هذه العملية إلى تغييرات حاسمة في تشكيل المجتمع. كانت المدن مسورة، وحتى المعابد داخل المدينة نفسها مسورة. ارتبطت بهذه المعابد طبقة كهنوتية كانت تحكمها وتتمتع بسلطة عظيمة قائمة على سيطرة اقتصادية واسعة. كُتبت النصوص الأولى في هذه المعابد. في الطبقة 4أ من أوروك حوالي عام 3100 قبل الميلاد، يوجد أكثر من 4000 نص صادرة عن معبد أوروك العظيم، سجلت الأنشطة الاقتصادية والتجارية للمعبد.
تكشف هذه النصوص الاقتصادية عن بيانات تنظيم مؤسسي، وتوفر بيانات محددة عن مساحات الحقول المزروعة، والزراعة والتصدير، والنقل. وفي بعض الوثائق اللاحقة، توجد أدلة على سلسلة من أسماء المهن التي تكشف عن تنظيم للحرف اليدوية من خلال تخصص في الوظائف. ووفقًا لهذه البيانات، لم يقتصر الأمر على الحرف اليدوية فحسب، بل ارتبطت التجارة أيضًا بإدارة المعبد. كما توجد أدلة على وجود تجارة واسعة النطاق وفرت استيرادًا للسلع الكمالية، والمواد الخام القادمة من مناطق بعيدة.
لقد حولت هذه القدرة على الاستيراد الإمكانات المتنامية للمعابد (الاقتصادية) التي سمحت لهم بالتأكيد بالحفاظ على هذا التبادل لفترة طويلة، مما يكشف عن الاكتفاء الذاتي الاقتصادي الذي يبدو أنه يصدر المنتجات الزراعية وصيد الأسماك والمنسوجات والإنتاج الزراعي. لم يكن من الممكن أن توجد هذه العملية بدون مجموعة كبيرة من الأشخاص المتخصصين في التجارة الذين أطلق عليهم اسم دام جار وهم أول التجار المعروفين ويظهرون في نصوص أوروك وجمدة نصر. يُعتقد أن وظيفة هؤلاء التجار المؤسسيين هي التي تجعل العلاقات الإنسانية مع المنظمة ممكنة وداخل حركة التجار هذه من الضروري التأكيد على النشاط الخاص لنفسهم. كان من الواضح أنهم وسطاء للمعابد في الخارج وسيستخدموا في علاقاتهم الخارجية.
كانت المدن تكتسب أهمية أكبر في جنوب سومر و توحدت كدول-مدن. وكانت هناك أيضًا دول مدن في سوريا. ولأسباب مختلفة، تضاعفت المنافسة الاقتصادية بين المدن والاشتباكات العسكرية و توثقت في وثائق نصية. ظهرت روح المحارب كبدعة وكانت المدن مسورة وكانت سمة مهمة للسلالات الأولى حوالي عام 2700 قبل الميلاد. أدت الحاجة إلى تركيز القوة العسكرية للدفاع إلى ظهور الملكية الوراثية. ونتيجة لذلك، شغل هؤلاء الملوك وظائف مهمة في العبادة والخضوع التدريجي للمعابد لهؤلاء الملوك الذين ينتمون إلى تلك العائلات العظيمة في فترة ما قبل الأسر المذكورة أعلاه، والتي بدأت تبرز في ذلك الوقت. توزعت هذه الملكية في جميع دول المدن، مع افتراض السلطة السياسية المركزية من قبل شخص واحد تولى مسؤولية المعابد وإصلاحها الاقتصادي.
استمر مجلس الأحرار ومجلس الشيوخ في دعم الملك حتى لا تكون السلطة الملكية مطلقة. وعلى الرغم من خضوع هذه المؤسسات، فقد اعترفت بأولوية الملك الذي ساعدته في اتخاذ القرارات ودعمته، إلا أن الملك لم يقرر بمفرده. وقد ترسخت استقلالية السلطة الملكية وفقًا للمصادر. حوالي عام 2700 قبل الميلاد، ظهرت وثائق مكتوبة تحمل لقبًا ملكيًا في سومر (إين) وبدأ هذا اللقب يمثل مكانة. وبالتوازي مع لقب "إين" ظهرت الكتابات الأولى لمؤسسة القصر (إيجال) الموجودة في أقدم نصوص أور. ومن وجهة النظر الأثرية، عثر على أول مبانٍ كبيرة بشكل خاص في مدينتي كيش وإريدو. حوالي عام 2600 قبل الميلاد،ةعثر على عدد من المقابر في أور، والتي تُظهر من خلال سلعها الجنائزية أنهم ملوك وتُظهر المكانة المتنامية للملكية المدعومة بأيديولوجية دينية جزئيًا.
نحو عام 2700 قبل الميلاد، تنوع اللقب لأن لقب en مرتبط بلقبي lugal و ensi. ويبدو أن هذا التنويع يتوافق مع لهجة السومرية، وبعد ذلك اختفى لقب En، و lugal هو الملك و ensi تابع لـ lugal. تزداد درجة أهمية الملكية كمؤسسة في أفق دول المدن، وفي وقت لاحق تأله الملك. وعلى الرغم من أن الملكية لم تكن قد تأليهت بعد في هذا الوقت، إلا أنها ارتبطت بأصل إلهي وعلاقة خاصة بالعبادة. ووجد هؤلاء الزعماء المحليون موقعهم في حقيقة أن الملوك نزلوا من السماء، وكانوا فوق المجتمع وأقاموا في القصور، مما عزز مواردهم الاقتصادية من خلال الاستفادة من الظروف التاريخية ومن خلال البيع والشراء.
وقد أدت المنافسات بين دول المدن إلى أن تصبح مدينة كيش وملكيتها في العصر ما قبل الأسري هي الأهم كما تظهر القائمة الملكية السومرية ويصبح لقب ملك كيش معممًا، ولكن على الرغم من هذه الأسبقية فإن صراعات المدن أدت إلى ظهور سلسلة من التحالفات والتحالفات السومرية حيث يتحد الملوك للدفاع عن المصالح المشتركة ولكن صورة التاريخ السياسي تظل غامضة إلى حد كبير.
الوثائق هي نصوص ملكية لا تقدم سوى القليل من المعلومات. ومن المعروف أنه من هذه المرحلة ما قبل الأسرات حوالي عام 2500 قبل الميلاد ظهر ملك في لجش، متقبلاً لقب ملك كيش، ويلمح إلى أن هذا الملك المسمى إياناتوم كان سيحقق الأسبقية في سومر، وللتأكيد على هذه السلطة على المدن الأخرى، سجل انتصاراته على ألواح مختلفة. وهناك أيضًا نصوص اقتصادية تأتي من القصور وتذكر توزيع السلطة على نطاق محلي. ووفقًا لهذه الوثائق، فإن أفضل ما ينعكس هو خصائص المعابد التي هي أراضٍ زراعية وممتلكات الآلهة وتشكل جزءًا كبيرًا من الأرض المتاحة للاستغلال. سيطر معبد لجش على 50٪ من الأراضي المروية. وقد تعززت المؤسسة الملكية من خلال اغتصاب ممتلكاتها وملكيتها الجماعية من هذه المعابد. لم تكن السلطة المطلقة للملوك كذلك. سيطرت المؤسسة الملكية منذ عام 2500 قبل الميلاد فصاعدًا على الوحدات الاقتصادية ذات الطابع الحكومي والمعابد وموانئ الأنهار والطرق البرية. في العصر ما قبل الأسري، كان بناء القصر متطورًا للغاية وكان يسيطر على منطقتين:
- لقد نظمت رسميا الري وتوزيع المياه وسيطرت على زراعة البساتين والحقول.
- لقد سيطرت على توزيع الصوف والمنتجات الغذائية وصيد الأسماك والزراعة والثروة الحيوانية وتأجير الأراضي والتجارة وشراء وبيع العبيد.[2]

### توزيع الأراضي
كانت الأراضي المنتجة تابعةً لتنظيم الدولة، وكان توزيعها ثلاثيًا:
- كانت هذه الأشجار تابعة للمعبد وخاصة للقصر وكان يزرعها موظفون متخصصون كان إنتاجهم مخصصًا لصيانة المعابد، وهذا كان تحت سيطرة القصور.
- أرض مخصصة لتحقيق الاكتفاء الذاتي للموظفين الإداريين في المعبد والقصر.
- تأجرت معظم الأراضي مقابل دفع راتب رمزي.

كان هذا النموذج من تنظيم الدولة خاضعًا لسيطرة القصر، الذي أغنى نفسه ببذخ على حساب الآخرين، وصادر ممتلكات المعابد والمواطنين، مما أدى إلى إفقار المدينة تدريجيًا. أثار هذا الاستغلال للقصر ثوراتٍ أحدثت تغييرًا سياسيًا. كان ذلك وقت إصلاح أوروكاجينا عام 2350 قبل الميلاد، الذي وصل إلى السلطة بانقلاب، وشرع فور اعتلائه العرش في إجراءات قانونية تهدف إلى إعادة الممتلكات إلى المعابد والشعب. كان هدفه القضاء على استبداد القصور ومسؤوليها. كما نظم ضرائب السكان على حفلات الزفاف والطلاق والدفن، وما إلى ذلك. فضّل الإصلاح الفئات الأكثر حرمانًا، ووضع حدًا للديون، وحسّن وضع العبيد، بل وحرّر بعضهم. وُضعت ضمانة قانونية تُنظّم العلاقات بين المؤسسات والشعب، وبين المعبد والقصر. كل هذا يعني عدالة اجتماعية جديدة في دولة بدائية كانت بمثابة مرجع لملوك لاحقين. يُخفف هذا الإصلاح من التوتر الاجتماعي ويُتيح تحسينًا اقتصاديًا عامًا، وخاصةً للفئات الأكثر حرمانًا. أُرسي نظام الحكم الملكي والمعبد بموجب تشريع ملموس، ولكن لم يتضح إلى أي مدى تمكنت المعابد من استعادة مكانتها.
انتهى عصر ما قبل الأسرات بعصر أوروكاجينا، وبالصراعات بين المدن لفرض أنفسها على بعضها البعض. وفي هذا السياق، ظهر لوغال زاغيسي، أمير أوما، وملك أوروك، وفرض في نهاية عهده سيادته على كامل جنوب بلاد ما بين النهرين، في دولة إقليمية عظيمة، سومر. يُظهر هذا الامتداد الهائل للأرض القوة الهائلة للقصر كمؤسسة، إذ لم يكن حاكمًا لمدينة، بل حاكمًا لدولة.

### ممارسة القانون
ظهرت أولى الوثائق القانونية مع بداية الكتابة، ونظمت بيع وشراء الأراضي والالتزامات المترتبة عليها. وهي عقودٌ حددت قواعدَ عملٍ قانونيٍّ غير معروفٍ حاليًا.
كان من المهم جدًا لأطراف العقد الاعتماد على شهود يُشكلون المؤسسة التي تُثبت أن المعاملة تُجرى وفقًا للقانون، وهو القانون العرفي، ويظهرون في نهاية العقد، وهم مواطنون أحرار، معظمهم من أفراد الأسرة. عادةً ما يكون لتكوين وثيقة البيع والشراء هذه طابعٌ ثابتٌ نظرًا لشيوعها. كانت معظم وثائق البيع والشراء غير خاضعةٍ لرقابة السلطة المركزية، ونعرفها من أرشيفات القصور. هذا القانون الخاص مستمدٌ من العرف وكان ممارسةً مُعترفًا بها.

## مؤسسات الدول الرافدينية العظيمة

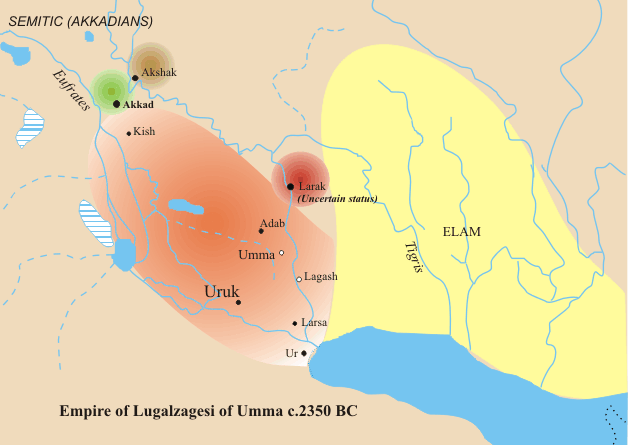
إمبراطورية لوغال زاغيسي من أوما (باللون الأحمر) في عام 2350 قبل الميلاد.

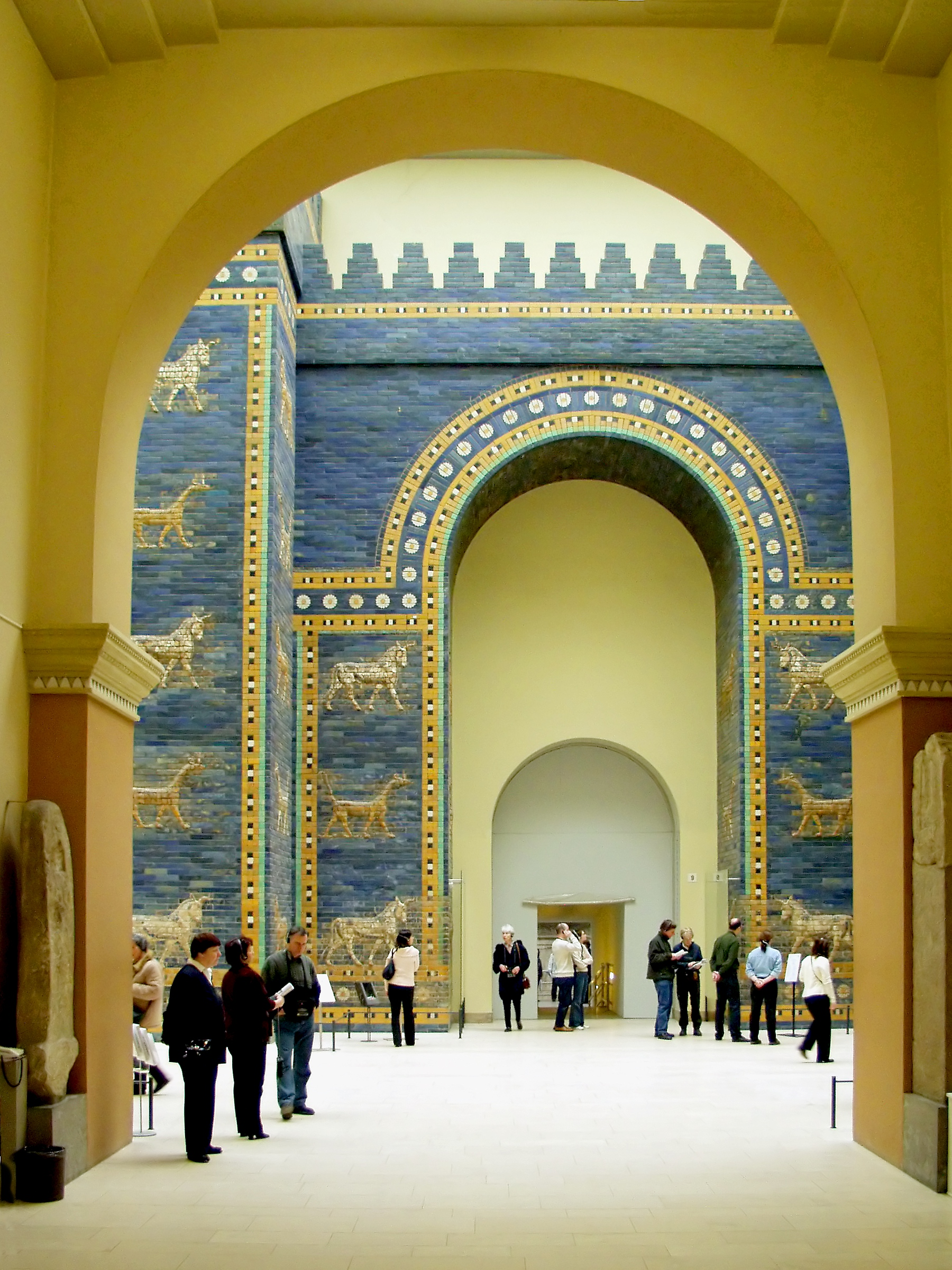
بوابة عشتار في متحف بيرغامون في برلين.

أحدث التطور التاريخي لبلاد ما بين النهرين تغييرات حاسمة في المجتمع، وفي سياق هذه العملية، ازدادت قوة الملكية على حساب الكهنة والأرستقراطيين. وأصبحت المؤسسات القديمة القائمة، كمجلس الشيوخ وجمعية الرجال الأحرار ذات الطابع شبه الديمقراطي، ثانوية. ونتيجةً لظهور الملكية، اكتسب القصر مزيدًا من السلطة من خلال دمج المعابد في بنيته الاقتصادية. وأصبحت السلطة السياسية حلقة وصل في بنية الدولة الإقليمية، أي سيادة دولة عظيمة قائمة في إحدى دويلات المدن القديمة، والتي تتغير تبعًا لأهميتها. وقد ساعد جهاز من كبار المسؤولين في "اللوغال"، وكانت ملكية فريدة من نوعها، اتسمت بمركزية السلطة التي جعلت الإدارة ممكنة.
أصبح لوغال زاغيسي أول ملك لبلاد ما بين النهرين (سومر)، وقد تزامنت هذه المنطقة مع غزو عسكري سمح له بتبني لقبَي ملك أوروك وملك سومر. وللحفاظ على وحدة الدولة، أعلن لوغال زاغيسي:
بعد خمسة وعشرين عامًا، انتهت نجاحات لوغال زاغيسي، إذ سيطر سرجون على الشمال، وأسس أطول مملكة حتى ذلك الحين، وعاصمتها أغادي، أو أكد، والتي أصبحت فيما بعد مملكة أكد، وأصبح ملكًا على سومر وأكد. أسس سلالة قوية، الأقوى على مر العصور في بلاد ما بين النهرين، ذات طابع عسكري، سلالة سرجونيد، التي كان عليها الدفاع عن نفسها من عداء أعدائها. ومنذ عهد سرجون، بلغت المؤسسة الملكية ذروة قوتها.
أسس سرجون عام 2340 قبل الميلاد مملكةً أقوى وأوسع من مملكة لوغال زاغيسي في بلاد أكد، واستمرت لقرن من الزمان. كما غزا سوريا وعيلام، اللتين شملتا تقريبًا كامل بلاد ما بين النهرين، مع أن سوريا لا يبدو أنها كانت تابعة لسلالة سرجون أو عشتار، التي كانت ذات طابع عسكري، واضطرت طوال تاريخها للدفاع عن نفسها من عداء دائم. كانت تلك فترةً بلغت فيها المؤسسة الملكية ذروة قوتها التي لم يسبق لها مثيل. وكان من بين أهم ملوكها نارام سين.
السمات المؤسسية الرئيسية هي الإدارة المركزية. ويتطلب هذا التمركز للسلطة، للحفاظ على نفسها، شبكة واسعة من المسؤولين لبسط نفوذهم، وجيشًا قويًا للغاية لم يسبق له مثيل. ويحظى العديد من هؤلاء المسؤولين بثقة الملك وأبنائه الأكديين. في بلاد سومر، خلال غزو سرجون، كان هناك إنسي أو لوغال في دويلات المدن، أصبحوا الآن مجرد حكام في خدمة الملك الذي اعتمد على التوجيهات الإمبراطورية للسلطة الجديدة. وكما هو الحال في مصر، كان يُوضع الأقارب أحيانًا على رأس المدن كحكام أو مسؤولين، مما يضمن الولاء والاستقرار.
وُثِّقت أيضًا ممارسة الكهنوت في المعابد التي كان أفراد العائلة المالكة يتولونها، مما يعكس نفوذًا سياسيًا مباشرًا في مناطق العبادة. ويكشف ذلك عن قدرة السلطة التنفيذية على التحكم في المعابد بتأثير مباشر على السكان.
كان قصر أكد يتمتع بنفوذ هائل، ويسيطر على مساحة شاسعة، وكان وحدة اقتصادية متطورة ومعقدة. كان يعمل في القصر 5400 شخص، ويديرون الأنشطة الاقتصادية، ويديرون الحاشية، ويخدمون الجيش الخاص والحريم. كما كان القصر يضم حرفيين ونساجين يعملون حصريًا لصالح القصر.
بلغ الملوك، بصفتهم أعلى مؤسسة، في هذه الفترة أبعادًا جديدة، حيث فُرض مبدأ السلطة المطلقة كنواة أساسية للدولة، وأصبح للملوك أقصى صلاحياتها، وتقلص تدخل سلطة الأرستقراطيين والكهنة بشكل ملحوظ. ومن أمثلة هذا العبء تأليه نارام سين وشار-كالي-شاري كإلهين للدولة، مما منحهما صفة الإله الحامي للبلاد، دون أن يكونا مرتبطين بأي مركز عبادة. وقد حكم هذا الإله الملك من أجل رفاهية البلاد.
تتضمن بعض الوثائق القانونية في ذلك الوقت إضافة صيغة القسم باسم الملك، والموثقة منذ نارام سين. وتجسيدًا للسلطة العليا، استُخدم لقب جديد، وهو ملك المناطق الأربع في العالم (ملك الكون)، متجاوزًا بذلك الأفق المحلي للتقليد السابق. كان القصر يرأس الهيكل الإداري، وكان قائمًا على خضوع المؤسسات الأخرى وخدماتها، مع التركيز على خدمات المعابد وأنشطتها الاقتصادية. ازدادت عمليات شراء الأراضي، مما زاد من سلطة الملوك، فأصبح القصر المستفيد من النظام.
كان هذا التراث ضروريًا للحفاظ على تنظيم النظام، ويُوزّع على مسؤولي القصر الذين أسسوه في الإنتاج. ومن الأمثلة على ذلك مسلة مانيستوسو، التي توثّق شراء 330 هكتارًا من 98 شخصًا، وهو ما يُمثّل بقاءً للملكية الخاصة. كان هناك نشاط تجاري واسع النطاق استفاد من فتوحات ذلك الوقت. تبرز شخصية التاجر التي تتيح الوصول إلى المنتجات، حيث يعمل العديد منهم بصفة عامة وخاصة.

## مؤسسات سلالة أور الثالثة (عصر النهضة السومرية الحديثة)

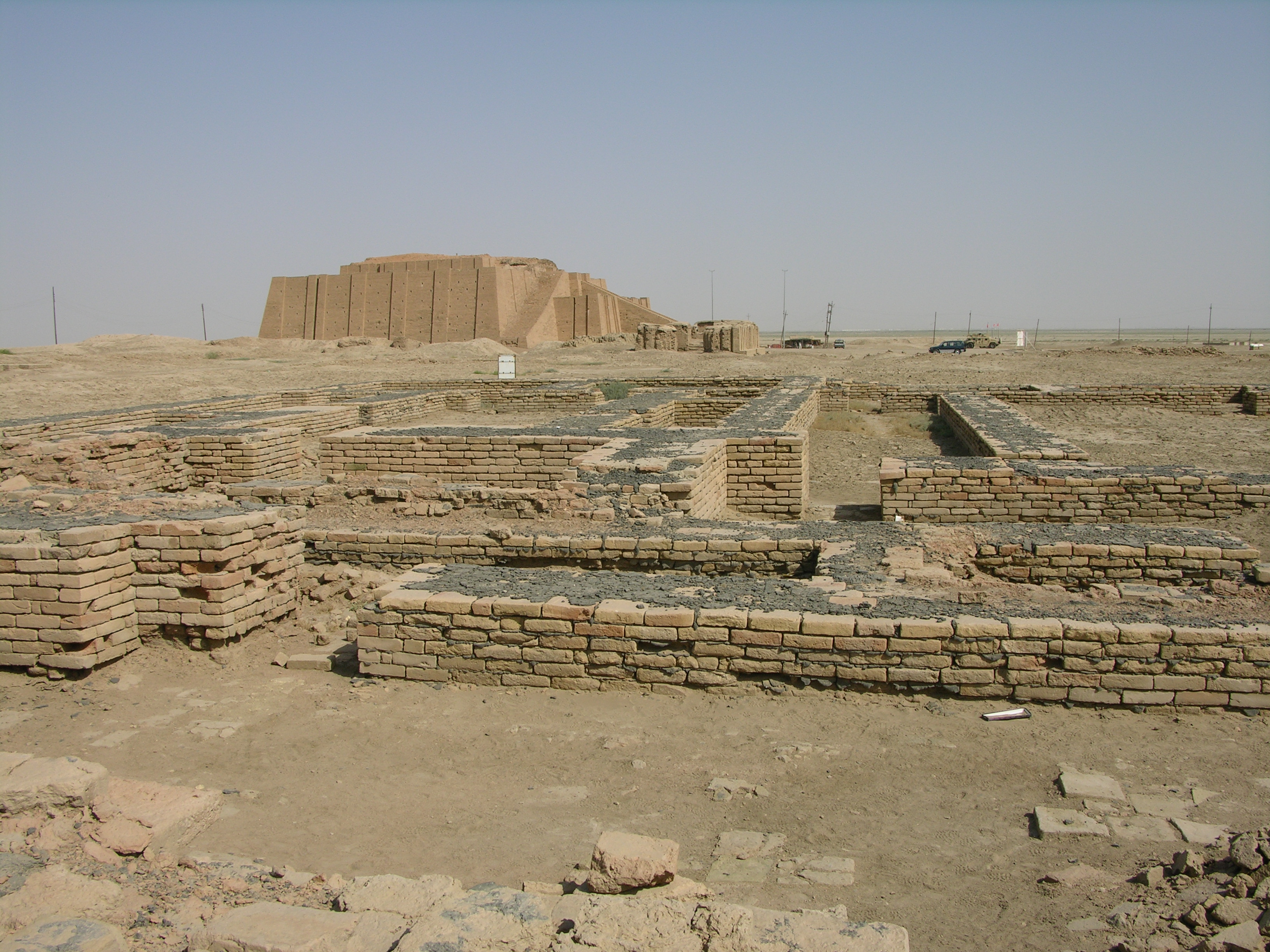
آثار في مدينة أور.

كانت هناك نزاعات على السيادة الإقليمية، وأبرزها شخصية أور نمو (2100 قبل الميلاد) الذي استعاد لقب ملك سومر وأكد. تطلب الأمر إعادة تنظيم هيكلي على أساس النموذج المركزي. لم تكن فترة مواتية اقتصاديًا ولكن بنيت القنوات وكانت هناك تحسينات في النقل و زرعت أراضٍ جديدة. أعيد تنظيم هيكل الدولة بإدخال تقسيم إقليمي من خلال دويلات المدن القديمة وعاصمتها أور، ولكن هذا اصطدم بمشاكل التكيف بسبب الدفاع عن خصوصية سومر. وصل الملك شولجي (2093-2046 قبل الميلاد) مع أهم عهد لأور وعزز الجهاز الإداري للدولة.
في ذلك الوقت، ظلت شخصية الملك قويةً للغاية، والدليل على ذلك هو تطور وسائل السيطرة. تميزت إدارة الدولة بمستوى عالٍ من التطور الحسابي وتسجيل متطور للغاية. كانت السلطة السياسية والاقتصادية في يد الملك، الذي كان حاميًا للبلاد، وهو تأليهٌ يتجلى بشكل خاص في "سولجي"، حيث تُغنى تراتيل عديدة للملك تمجده كحكيمٍ وحاميٍ للفنون والعدالة.
فيما يتعلق بهياكل المؤسسات، يمكن القول إن أور الثالثة كان لديها جهاز إداري معقد للغاية، يترأسه ملك السومريين الجدد، ثم كان هناك الإنسي، وعلى نفس المستوى كان هناك الحكام العسكريون (ساكاناكو) الذين كانوا في المدن الاستراتيجية، وكانوا يحملون لقبًا وراثيًا مثل الإنسي، ولكن ليس رسميًا. لم يكن بإمكان الملك منع العائلات الكبيرة من السيطرة على قطاعات معينة كما في نيبور أو أوما، وضمن هذه الولاية القضائية الإقليمية كان هناك أفراد من العائلة المالكة ذوي مشاركة مباشرة في السلطة المركزية.
كانت بنات شولجي وأور نمو كاهنات للمعابد المهمة وكان شقيق شولجي كاهنًا لإنانا في أور وكانت العائلة المالكة تسيطر على العديد من المعابد.

### التطورات
- اتسم حكام ولاية بابل بطابع سياسي-ديني واضح، إذ كانت ولايةً ذات مواردها الخاصة وسيطرتها على مقدساتها، مع التركيز على مدينة نيبور التي كانت مصدرًا لحيوانات القرابين. كما شددت على الدور الإداري لمدينة بويريتا، حيث كانت النصوص رسمية، وقليل منها خاص، بينما تظهر في النصوص الرسمية إدارة محلية.
- القوى العاملة: كانوا العمال الرسميين في القصر والقنوات والنقل. وكان هناك أيضًا عدد كبير من المساعدين الذين أداروا النظام، مع تخصصهم في الوظائف.

### القانون

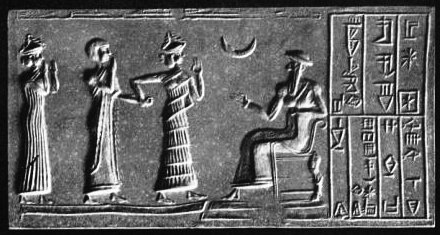
ختم أور نمّو، الذي ينص على ما يلي: "أور نمو، البطل الأسطوري، ملك أور؛ حشامر، باتيسي إيشكون سين، خادمه".

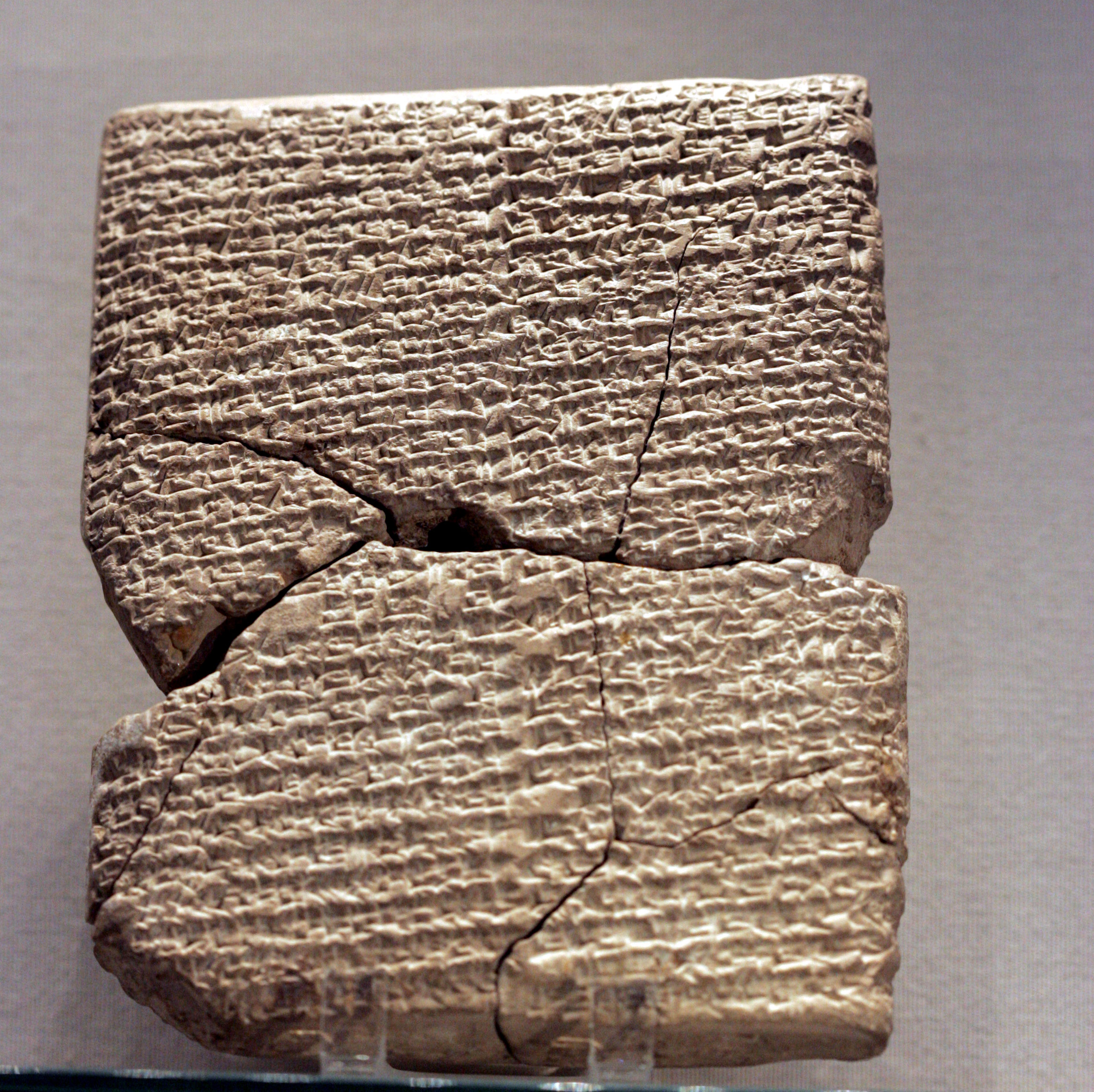
أغنية أور نمو.

وُثِّقت نصوصٌ عديدةٌ تتعلق بالنظام القانوني، كالزواج، والبيع والشراء، والقروض، والميراث، وغيرها. وكان هناك قانونٌ مُتعارفٌ عليه اجتماعيًا، ذو أصولٍ عُرفية. وكان إجراءُ القسم مُدمجًا في الممارسة، وكان يُؤدِّيه الملك أو أحدُ الآلهة. وكان لهذا النوع من الإجراءات طابعُ الوعد، مع وجود قسمٍ للتأكيد، وهو أقلُّ إلزامًا. وكان كلا القسمين ضمانًا للنزاهة.
ظهرت أول مدونة قانونية مكتوبة في التاريخ، وهي مدونة أور نمو، التي كانت قائمةً بالمعايير، وإن كانت مجزأة. كانت تتألف من ثلاثة أقسام: الأول ذو إلهام لاهوتي، والثاني ذو طابع تاريخي، والثالث أخلاقي، مع المبادئ التي نظمت بلاد ما بين النهرين. لم يبقَ سوى القسمين الأخيرين. وهي تُعدّ معلوماتٍ عن معايير أور نمو. وقد شهدت البلاد انخفاضًا في المشاكل الاقتصادية، وإقرارًا لقانون، وتدابير لاستقرار الحياة الاقتصادية. وتنتهي بنفس كلمات مدونة أوروكاجينا.
كانت الجرائم الكبرى (السرقة والقتل) تُعاقَب بالإعدام، بالإضافة إلى تنظيم الزواج: الاغتصاب، وسوء المعاملة، والطلاق، والزنا. وكانت عائلات المحكوم عليهم بالإعدام تتحمل العقوبات الاقتصادية، وفي وقت لاحق، لم تعد السرقة تُعاقَب بالإعدام.
لتطبيق القانون دورٌ أساسي، إذ يُرسي الملك العدل بمساعدة مسؤولين تحت إشراف " المجلس". وكان هناك أيضًا القاضي الذي يُشكّل مجموعةً تُصدر القرارات، وهم ليسوا محترفين. وفي المجتمعات الصغيرة، كان هناك "المُسَكّي"، وهم مُفوضون.
هناك بُعدٌ خاصٌّ يتعلق بتطبيق القوانين على الفقراء، مثل تنظيم الزواج. وهناك أيضًا عبيدٌ لهم تنظيمهم الخاص ووضعهم القانوني الخاص، إذ كان بإمكانهم الزواج من نساءٍ حرّات، والشهادة، وما إلى ذلك.
وفقًا لقانون أور نمّو، لم يكن هناك فرق كبير في الميراث عن الميراث الحالي، إذ كان يُعترف به لصالح الأبناء الجسديين أو المتبنين من الزواج. كان هناك فرق بين الأبناء والبنات، إذ كانت البنات يرثن فقط في حال عدم وجود ذكر، أما في حال وجود ذكر، فكان يرث جميع الممتلكات.
على الرغم من وجود استثناءات، كما في حالة وفاة رب الأسرة، لم يكن للمرأة حق الميراث وفقًا للقانون، مع أنها كانت ترث في نهاية المطاف وفقًا لنصوص قانونية أخرى. كما يُبرز نص نيبور الذي ينص على تقسيم الميراث بالتساوي بين الزوجة والأبناء. يُبرز قانون أور نمو ونصوص قانونية أخرى قواعد لم تكن تُحل دائمًا، ولكنها سمحت بإعادة تنظيم الميراث في هذا المجتمع.
يمكننا أن نستنتج أن ممارسة القانون في سلالة أور الثالثة تستجيب لقاعدة نموذجية للطبقة الاجتماعية وتفهم القانون باعتباره وظيفة لتوزيع الثروة، ذات طابع محافظ.
من الضروري أيضًا الاعتراف بمؤسسة ذات طابع ثقافي، ألا وهي مدرسة الألواح، التي كانت على هامش المؤسسات الأخرى. كان دورها تطوير الثقافة، وقد أتاحت هذه المدارس ترسيخ بعض مجالات المعرفة، إذ من خلالها نشأت أشياء مثل التسجيل، والأدب الطبي، والرياضيات المبكرة، والمعرفة الفلكية المبكرة، والموسوعات، والأساطير، وما إلى ذلك. تطورت مدارس الألواح إلى مكتبات.

## تطور المؤسسات في الدولة البابلية القديمة

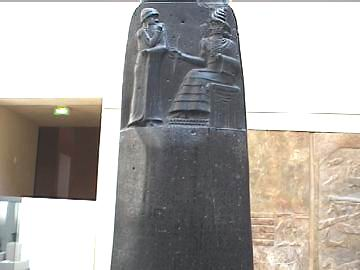
صخرة ضخمة عليها نصوص قانون حمورابي مكتوبة أسفل النقش البارز.

نجت هذه الهياكل، ولكن ظهرت ابتكارات من منظور الأنظمة الاجتماعية والقانونية. من المنظور القانوني، ومنذ تلك اللحظة، ومع وصول الأموريين، ظهرت ثلاثة قوانين جديدة:
- قانون لبت عشتار: صادر عن نيبور، وكُتب باللغة السومرية. صدر بين عامي 2000 و1800 قبل الميلاد، وقد حُفظ منه حوالي 50 فقرة من الأحكام القانونية، على الرغم من أنه لم يكن مكتملًا. وخلافًا لغيره، لا يتضمن تصنيفًا للجرائم التي يُعاقب عليها بالإعدام.
- قانون أشنونة: صادر عن إشنونة، وهي مدينة في وسط بلاد ما بين النهرين، وله نطاق محلي. على عكس القانون السابق، كُتب باللغة الأكدية. يتضمن 60 شرطًا للجريمة، ويبدو أن له أساسًا واضحًا في قانون أور نمّو، الذي يُشبه هذا القانون في بعض فقراته. كما أقرّ هذا القانون عقوبة الإعدام، وكان يجب حل الجرائم الكبرى أمام الملك نفسه. وهناك أيضًا قضاة يمثلون الملك نفسه.
- قانون حمورابي: هو الأكثر تمثيلاً للتاريخ القديم، وأهم مجموعة قوانين في معظم العصور القديمة. حُفظ في لوحة حجرية بارتفاع مترين ونصف، كما تُحفظ نسخ طبق الأصل منه في مدن بعيدة عن بابل. يتألف القانون من 282 فقرة، ويُفترض أن كاتبيه كانوا ينتمون إلى ديوان ملكي، وقد استلهموا من قوانين سابقة. استغرقت فترة تطوير هذه الفقرات سنوات عديدة. ويُرجّح تاريخه إلى عام 1760 قبل الميلاد. أما قانون حمورابي الباقي، فيعود إلى السنة السابعة والثلاثين من حكمه، وهنا أيضاً، في المقدمة، يُثبت حمورابي نفسه على أنه "يُقيم العدل في الأرض".

## الفهرس
- Ellul، J. (1970). Historia de las instituciones de la Antigüedad. Madrid: Aguilar. ISBN:84-03-25045-2.
- Gaudemet، J. (1980). Institutions de l'Antiquité. Paris. ISBN:2-7076-0614-6.{{استشهاد بكتاب}}:  صيانة الاستشهاد: مكان بدون ناشر (link)
- Humbert، M. (1994). Institutions politiques et sociales de l'antiquité. Paris. ISBN:2-247-01858-0.{{استشهاد بكتاب}}:  صيانة الاستشهاد: مكان بدون ناشر (link)
- Ehrenberg، V. (1966). Ancient Society and Institutions. Oxford.

## روابط خارجية
- "Historia Antigua" (بالإسبانية). Archived from the original on 2023-12-04.